# Kim Novak
Kim Novak, ursprungligen Marilyn Pauline Novak, född 13 februari 1933 i Chicago, Illinois, är en amerikansk skådespelare. Novak har spelat huvudroller i filmer som Utflykt i det gröna (1955), Mannen med den gyllene armen (1955) och Pal Joey (1957). Hon är dock troligen främst känd för rollen som Madeleine Elster i Alfred Hitchcocks thriller Studie i brott (1958).

## Biografi
Kim Novak är dotter till en invandrad tågklarerare av tjeckiskt ursprung. Novak arbetade bland annat som hissflicka och reste runt i USA som demonstratris för kylskåp, innan hon mest av en slump fick en liten filmroll 1954 i The French Line. Samma år skrev hon kontrakt med filmbolaget Columbia. Dess bolagschef Harry Cohn övervakade henne personligen som sitt lilla guldägg och formade henne till stjärna.
Trots att Novak var helt oerfaren som skådespelare och egentligen inte alls trivdes framför kameran, blev hon snabbt enormt populär, mycket tack vare sin klassiska skönhet och röst. En av hennes mest kända filmer är Studie i brott.
Kim Novak var även omskriven i skvallerspalterna för sina kärleksaffärer med kända män såsom Frank Sinatra, Cary Grant och prins Aly Khan. Det betraktades lite som en "skandal" när hon 1958 fick en lyxbil i present av sonen till Dominikanska republikens diktator Rafael Trujillo - presenten diskuterades till och med i amerikanska kongressen.
Novak var åren 1965-1966 gift med den brittiske skådespelaren Richard Johnson. I början på 1970-talet tröttnade hon på Hollywood och filmen och drog sig tillbaka till ett ensligt beläget hus utanför Carmel i Kalifornien, där hon levde ensam, omgiven av en stor mängd husdjur. 1976 gifte hon sig med veterinären Robert Malloy.
Sin senaste film gjorde Novak 1991. 

## Utmärkelser
Asteroiden 9339 Kimnovak är uppkallad efter henne.

## Filmografi i urval
- 1954 – The French Line
- 1954 – Phfft!
- 1955 – Kupp mot spelhålan
- 1955 – Utflykt i det gröna

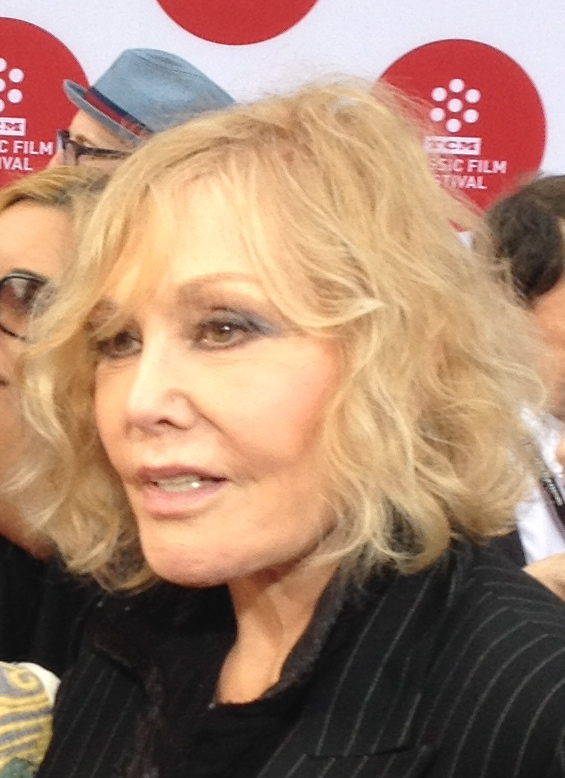
Kim Novak, 2014.

- 1955 – Mannen med den gyllene armen
- 1956 – Musik under stjärnorna
- 1957 – Hennes enda kärlek
- 1957 – Pal Joey
- 1958 – Studie i brott
- 1958 – Hokus pokus
- 1959 – Brittsommar
- 1960 – Dröj hos mig främling...
- 1962 – Den misstänkta värdinnan
- 1962 – Drömbruden
- 1964 – Kyss mej dumbom
- 1965 – Ett lättfärdigt stycke
- 1968 – Vad hände den natten
- 1977 – Den vita buffeln
- 1980 – Spegeln sprack från kant till kant
- 1985 – Alfred Hitchcock presenterar (TV-serie)
- 1986–1987 – Maktkamp på Falcon Crest (TV-serie)
- 1991 – Liebestraum